# 20347 Wunderlich
20347 Wunderlich este un asteroid din centura principală de asteroizi.

## Descriere
20347 Wunderlich este un asteroid din centura principală de asteroizi. A fost descoperit pe 23 aprilie 1998 la Socorro, New Mexico, în cadrul proiectului LINEAR. Asteroidul prezintă o orbită caracterizată de o semiaxă mare de 2,74 ua, o excentricitate de 0,09 și o înclinație de 5,8° în raport cu ecliptica.